# Клівленд (округ Марафон, Вісконсин)
Клівленд (англ. Cleveland) — місто (англ. town) в США, в окрузі Марафон штату Вісконсин. Населення — 1486 осіб (2020).

## Демографія
Згідно з переписом 2010 року, у місті мешкало 1488 осіб у 530 домогосподарствах у складі 433 родин. Було 578 помешкань
Расовий склад населення:
| - 97,7 % — білих - 0,6 % — корінних американців - 0,2 % — чорних або афроамериканців - 0,1 % — азіатів |

До двох чи більше рас належало 0,6 %. Частка іспаномовних становила 1,3 % від усіх жителів.
За віковим діапазоном населення розподілялося таким чином: 29,3 % — особи молодші 18 років, 59,7 % — особи у віці 18—64 років, 11,0 % — особи у віці 65 років та старші. Медіана віку мешканця становила 38,6 року. На 100 осіб жіночої статі у місті припадало 104,4 чоловіків;  на 100 жінок у віці від 18 років та старших — 108,3 чоловіків також старших 18 років.
Середній дохід на одне домашнє господарство  становив 86 670 доларів США (медіана — 71 625), а середній дохід на одну сім'ю — 92 665 доларів (медіана — 74 643). Медіана доходів становила 48 158 доларів для чоловіків та 42 708 доларів для жінок. За межею бідності перебувало 4,3 % осіб, у тому числі 6,2 % дітей у віці до 18 років та 2,9 % осіб у віці 65 років та старших.
Цивільне працевлаштоване населення становило 887 осіб. Основні галузі зайнятості: виробництво — 27,7 %, освіта, охорона здоров'я та соціальна допомога — 20,9 %, будівництво — 9,9 %, сільське господарство, лісництво, риболовля — 9,4 %.